# Fjugesta

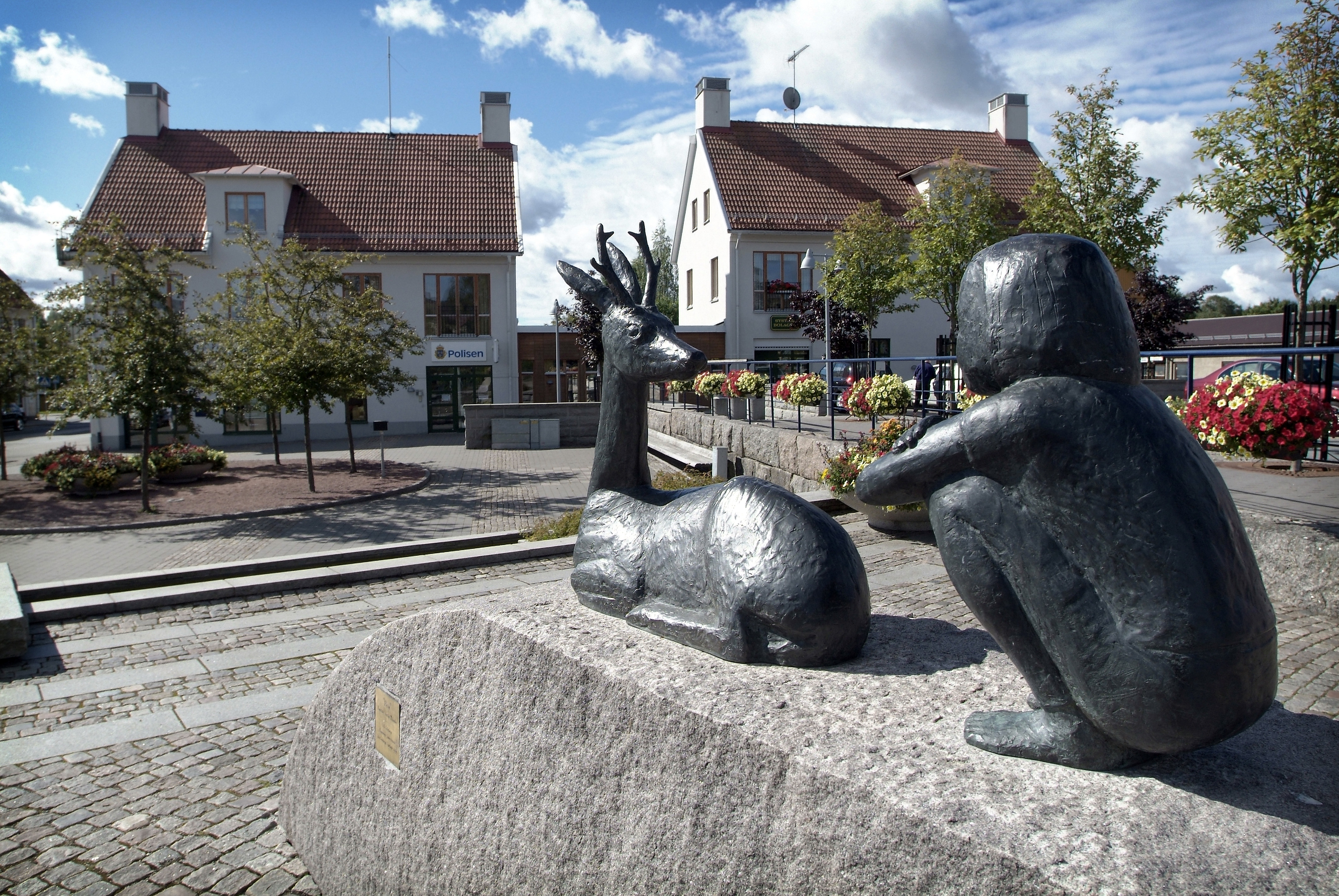
Stadtkern von Fjugesta

Fjugesta ist ein Ort (tätort) in der schwedischen Provinz Örebro län und der historischen Provinz Närke. Der Ort ist Hauptort der Gemeinde Lekeberg.
Der etwa 27 km von Örebro entfernte Ort ist seit der Abspaltung der Gemeinde von der Gemeinde Örebro im Jahre 1995 Hauptort der Gemeinde. Etwas südlich des Ortes befindet sich das im 12. Jahrhundert gegründete Kloster Riseberga.